# Mariensäule (Oberstaufen)

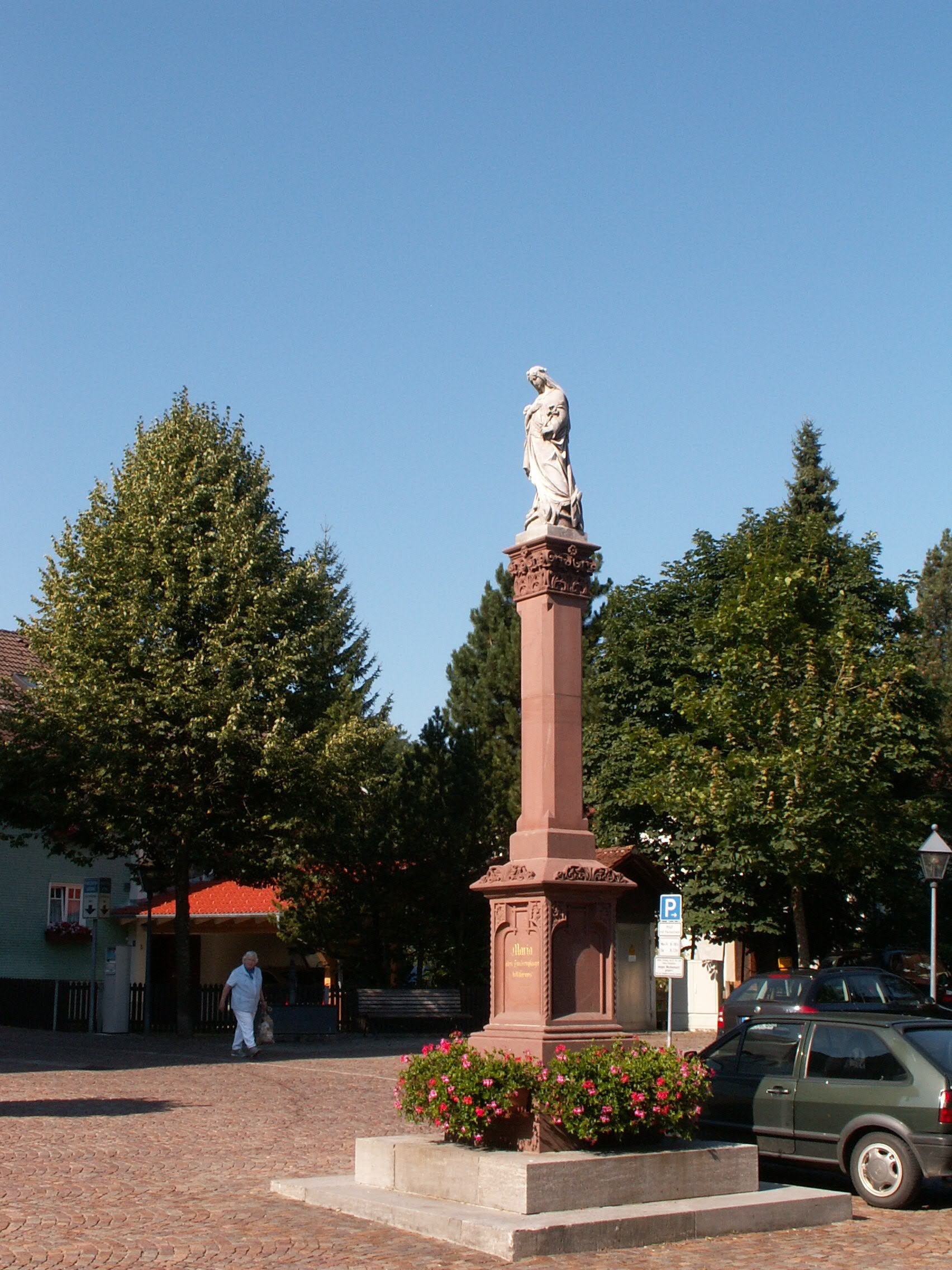
Mariensäule in Oberstaufen

Die Mariensäule in Oberstaufen, einer Marktgemeinde im schwäbischen Landkreis Oberallgäu, wurde 1877 errichtet. Die Mariensäule an der Johann-Schroth-Straße ist ein geschütztes Baudenkmal.
Die Marienfigur steht auf einem hohen Sandsteinpfeiler mit korinthischem Kapitell.